# Хартвиг I фон Щаде
Вижте пояснителната страница за други личности с името Хартвиг.
Хартвиг I фон Щаде (на немски: Hartwig I von Stade; * 1118; † 11 октомври 1168, Бремен) е от 1148 до 1168 г. политически важен архиепископ на Бремен през 12 век. Той е последният мъжки представител на фамилията на графовете на Щаде (Удони).

## Биография
Син е на граф Рудолф I фон Щаде († 1124), маркграф на Северната марка, и на Рихардис, графиня от Графство Спонхайм, дъщеря на бургграф Херман фон Магдебург († 1118), син на граф Лотар Удо I фон Щаде и брат на Хартвиг фон Спанхайм, архиепископ на Магдебург (1079 – 1102). Брат е на маркграф Лотар Удо IV († 1130) и на Луитгард († 1152), омъжена за Фридрих II от Зомершенбург, пфалцграф на Саксония (анулиране ок. 1144 заради близко роднинство); втори път с негова помощ през 1143 или 1144 г. за Ерик III крал на Дания, и трети път за граф Херман II от Винценбург.
Най-големият му брат Рудолф умира през 1144 г. и Хартвиг I наследява земите на фамилията в епископство Бремен. Той има проблеми с херцог Хайнрих Лъв. През 1151 и 1168 г. той участва безуспешно в анти-велфския княжески заговор и лично напада през 1154 г. херцогски замъци.
Хартвиг I не последва през 1154 г. крал Фридрих I Барбароса в похода му в Италия и в просеса в Ронцаглия (в Пиаченца) му вземат временно службата. През 1159 г. той последва императора в Италия, но няма значима роля в имперската политика. Той спечелва обаче обратно загубеното си положение като митрополит в Скандинавия.